# Вучинић
Вучинић је презиме. Значајне личности са презименом су:
- Александар С. Вучинич (1914–2002), амерички историчар и професор
- Боро Вучинић (1954), црногорски министар одбране
- Владана Вучинић, црногорска поп певачица
- Вејн С. Вучинич (1913-2005), амерички историчар и професор
- Гојко Вучинић (1970–2021), црногорски рукометаш
- Милош Вучинић (1984), српски фудбалер
- Милутин Вучинић (1869–1922), председник црногорске владе у избеглиштву 1922.
- Мирко Вучинић (1983), црногорски фудбалер
- Ненад Вучинић (1965), тренер кошаркашке репрезентације Новог Зеланда